# Équipe de France A de rugby à XV
L'équipe de France A, également appelée France XV ou France B, est la deuxième sélection française de rugby à XV derrière l'équipe de France.

## Histoire
En 2009, l'équipe de France A dispute la coupe des nations de rugby à XV en Roumanie. Elle affronte l'Italie A le 12 juin, la Roumanie le 16 juin et l'Écosse A le 21 juin.
En 2010, elle participe à la Churchill Cup aux États-Unis. Fabien Pelous, recordman de sélections en équipe de France, est nommée manager pour cette compétition.
En 2011, la Fédération française de rugby enregistre l'équipe de France de rugby à XV des moins de 20 ans qu'équipe réserve de l'équipe nationale senior ; cette particularité est abolie par les règlements de World Rugby à compter du 1er janvier 2018,.
En alternative, les Barbarians français occupent à partir de 2017 ce rôle d'équipe réserve officielle de la Fédération. Malgré tout, ce statut est remis en cause après deux saisons, la Fédération annonçant que les Barbarians ne représenterait plus l'équipe réserve nationale à partir du 4 juin 2019, et redeviendrait une équipe d'exhibition.
Après avoir été désignée en tant qu'équipe de France « développement » en 2024, l'équipe de France réserve est renommée France « A » dans l'optique d'un match amical en Angleterre, en amont de la tournée de juin 2025 en Nouvelle-Zélande.

## Compétitions disputées
- Jeux méditerranéens
- Trophée européen FIRA de rugby à XV
- Coupe des nations de rugby à XV 2009
- Churchill Cup de rugby à XV 2010

## Palmarès
- Coupe européenne des nations (7): 1965-1966, 1966-1967, 1967-1968, 1969-1970, 1970-1971, 1971-1972, 1972-1973 ;
- Trophée européen (13): 1973-1974, 1975-1976, 1977-1978, 1978-1979, 1979-1980, 1981-1982, 1983-1984, 1984-1985, 1985-1987, 1987-1989, 1989-1990, 1990-1992, 1992-1994 ;

## Effectif en 2025
Le 15 juin 2025, le sélectionneur du XV de France, Fabien Galthié, révèle une liste de 28 joueurs pour préparer le test match face à l'Angleterre XV avant la tournée en Nouvelle-Zélande.
| Nom                      | Naissance         | Club                 |            |            |
| Talonneurs               | Talonneurs        | Talonneurs           | Talonneurs | Talonneurs |
| ------------------------ | ----------------- | -------------------- | ---------- | ---------- |
| Gaëtan Barlot            | 13 avril 1997     | Castres olympique    |            |            |
| Guillaume Marchand       | 5 juin 1998       | Lyon OU              |            |            |
| Piliers                  |                   |                      |            |            |
| Demba Bamba              | 17 mars 1998      | Racing 92            |            |            |
| Baptiste Erdocio         | 13 mars 2000      | Montpellier HR       |            |            |
| Paul Mallez              | 24 janvier 2001   | Provence Rugby       |            |            |
| Régis Montagne           | 30 septembre 2000 | ASM Clermont         |            |            |
| Rabah Slimani            | 18 octobre 1989   | Leinster             |            |            |
| Deuxièmes lignes         |                   |                      |            |            |
| Hugo Auradou             | 21 juillet 2003   | Section paloise      |            |            |
| Tyler Duguid             | 17 octobre 2000   | Montpellier HR       |            |            |
| Mickaël Guillard         | 10 décembre 2000  | Lyon OU              |            |            |
| Romain Taofifénua        | 14 septembre 1990 | Racing 92            |            |            |
| Troisièmes lignes aile   |                   |                      |            |            |
| Alexandre Fischer        | 19 janvier 1998   | ASM Clermont         |            |            |
| Jacobus van Tonder       | 3 mars 1998       | USA Perpignan        |            |            |
| Théo William             | 4 juillet 2000    | Lyon OU              |            |            |
| Cameron Woki             | 7 novembre 1998   | Racing 92            |            |            |
| Troisièmes lignes centre |                   |                      |            |            |
| Killian Tixeront         | 22 janvier 2002   | ASM Clermont         |            |            |
| Demis de mêlée           |                   |                      |            |            |
| Thibault Daubagna        | 20 mai 1994       | Section paloise      |            |            |
| Baptiste Jauneau         | 17 novembre 2003  | ASM Clermont         |            |            |
| Nolann Le Garrec         | 14 mai 2002       | Racing 92            |            |            |
| Demis d'ouverture        |                   |                      |            |            |
| Léo Berdeu               | 13 juin 1998      | Lyon OU              |            |            |
| Antoine Hastoy           | 4 juin 1997       | Stade rochelais      |            |            |
| Centres                  |                   |                      |            |            |
| Gaël Fickou              | 26 mars 1994      | Racing 92            |            |            |
| Émilien Gailleton        | 13 juillet 2003   | Section paloise      |            |            |
| Théo Millet              | 8 juillet 1997    | Lyon OU              |            |            |
| Ailiers                  |                   |                      |            |            |
| Théo Attissogbe          | 19 novembre 2004  | Section paloise      |            |            |
| Alivereti Duguivalu      | 21 juillet 1997   | USA Perpignan        |            |            |
| Maël Moustin             | 22 avril 2003     | Montpellier HR       |            |            |
| Arrières                 |                   |                      |            |            |
| Léo Barré                | 20 août 2002      | Stade français Paris |            |            |

### Entraîneurs
En juin 2025, l'équipe de France A est entraînée par l'encadrement technique du XV de France soit Fabien Galthié.